# Donn Tatum

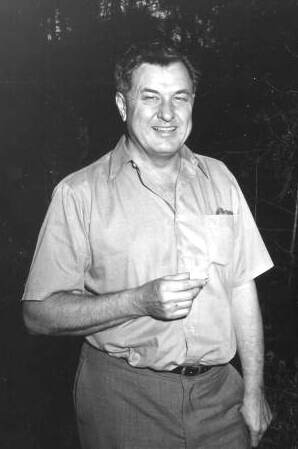

Donn B. Tatum (9 de janeiro de 1913 - 31 de maio de 1993, Los Angeles) foi a primeira a pessoa não-membro da família Disney a se tornar presidente da Walt Disney Productions. Tatum ocupou cargos executivos da Disney por 25 anos e foi seu presidente de 1971 até 1980. Em seguida, ele atuou como diretor até 1992, quando foi nomeado "Diretor Emérito". Ele desempenhou um papel importante na criação do Walt Disney World Resort, EPCOT e Tokyo Disneyland. Tatum morreu de câncer, no dia 31 de maio de 1993 em sua casa em Pacific Palisades. Em seguida, o então CEO da Disney, Michael Eisner, e o presidente Frank Wells disseram: "Ele serviu como diretor da empresa até sua renúncia no ano passado, quando foi nomeado diretor emérito. O mundo vai perder Donn, mas na Disney que ele nos deu sua sabedoria, orientação e equilíbrio vamos sentir mais falta dele."  